# Herb Bytowa

Herb Bytowa w latach 1992-2012

Herb Bytowa – jeden z symboli miasta Bytów i gminy Bytów w postaci herbu.

## Wygląd i symbolika
Herb przedstawia na niebieskim tle biały (srebrny) dwuwieżowy zamek, otoczony murami z bramą na froncie zakończoną spiczastym czerwonym dachem. Wieże zamku zakończone są stożkowo czerwonymi dachami; pomiędzy nimi znajduje się biała (srebrna) trójkątna tarcza z prostym czarnym krzyżem zakonnym.

## Historia
Herb Bytowa znany był od XIV wieku i ma swoją genezę w lokacji miasta dokonanej przez Krzyżaków w 1346 r. Miasto używało w wiekach XVI-XVIII pieczęci z wyżej wspomnianym wyobrażeniem herbu z napisem Secretum Buthovie. Herb przetrwał bez zmian do czasów dzisiejszych i został zatwierdzony przez Radę Miejską w Bytowie 24 maja 1994 roku. 25 kwietnia 2012 roku zmieniono nieco stylizację.